# Токарев, Вячеслав Владимирович
Вячесла́в Влади́мирович То́карев (род. 19 февраля 1972, Бийск, Алтайский край, СССР — ум. 18 августа 1994, погранзастава «Тург» на таджикско-афганской границе, похоронен на родине, в Бийске) — лейтенант ВС РФ, Герой Российской Федерации (1994, посмертно). Заместитель начальника 3-й пограничной заставы по работе с личным составом десантно-штурмовой маневренной группы 117-го Московского пограничного отряда Группы российских пограничных войск в Таджикистане.

## Биография
Родился 19 февраля 1972 года в городе Бийске Алтайского края.
В 1989 году поступил в Новосибирское военное общевойсковое командное училище, по окончании которого с 1993 года служил в пограничных войсках на российско-монгольской границе заместителем начальника 4-й пограничной заставы по работе с личным составом Акташского пограничного отряда Забайкальского пограничного округа.
В июне 1994 года по личной просьбе переведён в Группу российских Пограничных войск в Республике Таджикистан и назначен заместителем начальника 3-й пограничной заставы по работе с личным составом десантно-штурмовой маневренной группы Московского пограничного отряда. Участвовал в боевых действиях по обороне таджикско-афганской границы от бандгрупп и вооружённых контрабандистов наркомафии.
В августе 1994 года в связи с поступившими от разведки данными о усилении отрядов афганских и таджикских боевиков и общим обострением обстановки небольшой отряд под командованием лейтенанта Токарева разместился в районе одной из застав, а сам Токарев назначен старшим временного пограничного поста «Тург».
Вечером 18 августа 1994 года отряды таджикских боевиков численностью около 100 человек (по другим данным — более 200 человек при поддержке афганских моджахедов) напали на погранзаставу. Завязался бой, в ходе которого было отражено 15 атак. Когда с наступлением темноты боевики попытались скрытно пробраться к заставе на одном из труднодоступных участков, Токарев с двумя бойцами выдвинулся им наперерез и открыл автоматный и пулемётный огонь. Группа была окружена, заняла круговую оборону. При угрозе захвата одного из бойцов Токарев выдвинулся вплотную к противнику, уничтожил несколько боевиков, но погиб. Всего в том бою семь пограничников погибли, более десяти получили ранения.
Похоронен на Аллее Славы городского кладбища Бийска.
За мужество и героизм, проявленные при выполнении воинского долга, Указом Президента Российской Федерации № 1965 от 3 октября 1994 года лейтенанту Токареву Вячеславу Владимировичу присвоено звание Героя Российской Федерации (посмертно) с зачислением медали «Золотая звезда» (Медаль № 91).
Награждён орденом «За личное мужество».

### Память
На фасаде школы № 40 города Бийска, где учился Герой, установлена мемориальная доска, в феврале 1995 года открыта комната-музей Токарева, а в 1998 году на территории школы был установлен его бюст. На доме, где проживал Герой в Бийске, 18 августа 1996 года установлена мемориальная доска. На мемориале Героев-выпускников Новосибирского ВОКУ в сентябре 1997 года был установлен бюст Героя.
В селе Кош-Агач Республики Алтай приказом директора Федеральной Пограничной службы Российской Федерации от 22 декабря 1994 года российской пограничной заставе «Бийская» присвоено имя Героя России Вячеслава Токарева. В Волгограде в ЖК Колизей есть улица имени старшего летенанта Токарева.